# Доња Градина
Доња Градина (Градина Доња) је насељено мјесто у општини Козарска Дубица, Република Српска, БиХ.

## Географија
Смјештено је јужно од ушћа ријеке Уне у ријеку Саву, а од града је удаљено 14 км. Преко Уне и Саве се граничи са Републиком Хрватском, док се јужно граничи са селима Ћуклинцем и Главинцем.

## Историја
На простору насеља се налазио логор Доња Градина који је познат и као „Логор VIII“ јасеновачког система усташких концентрационих логора за масовно истребљење Срба, Јевреја и Рома у НДХ од стране усташких власти под командом Анте Павелића.

### Други свјетски рат
Уочи Савиндана, 26, јануара 1942. године око 4 сата по подне, усташе су возом спровеле у Јасеновац 495 жена и деце. По њиховој ношњи се могло закључити да су однекуд из Босне. Још исте ноћи су протерани кроз место Јасеновац и пребачени преко залеђене Саве на босанску страну, одведени у село Градину, затворени у једну велику зграду која је одмах запаљена и сви су унутра изгорели. „Ми смо чули силно јаукање жена и деце када су горели. После тога из овог села допирао је смрад од горућих лешева још дуго времена“.
Трећи дан после овога, у осам сати увече однекуд је дотерано 300 жена и деце. Сви су били грађански обучени. И њих су усташе још исте вечери одвеле у Градину, тамо их затвориле у једну кућу и све их спалили. „И тада се у Јасеновцу чуо јаук из Градине, од несретних жена и деце“.
Фебруара 1942. године усташе су у шест теретних вагона дотерали у Јасеновац 300 сељака из Босне, одмах их превезли преко Саве у село Градину. Тамо су их све маљевима побили а лешеве бацили у једну сељачку шталу па је запалили.

### Рат у БиХ
19. септембра 1995, током „операције Уна“, Хрватска војска је, у намјери да заузме простор насељен Србима дуж своје границе, напала Доњу Градину. Међутим, овај напад је одбранила Војска Републике Српске.

## Становништво
|             | 2013.        | 1991.        | 1981.        | 1971.        | 1961.        |
| Укупно      | 164 (100,0%) | 289 (100,0%) | 304 (100,0%) | 329 (100,0%) | 336 (100,0%) |
| Срби        | 161 (98,17%) | 273 (94,46%) | 262 (86,18%) | 309 (93,92%) | 334 (99,40%) |
| Хрвати      | 3 (1,829%)   | 6 (2,076%)   | 2 (0,658%)   | –            | 1 (0,298%)   |
| Остали      | –            | 6 (2,076%)   | 1 (0,329%)   | 1 (0,304%)   | 1 (0,298%)   |
| Југословени | –            | 4 (1,384%)   | 39 (12,83%)  | 18 (5,471%)  | –            |
| Бошњаци     | –            | –            | –            | 1 (0,304%)1  | –            |

1. 1 На пописима од 1971. до 1991. Бошњаци су пописивани углавном као Муслимани.